# Las sandalias del pescador
Las sandalias del pescador (The Shoes of the Fisherman) es una película estadounidense de 1968, dirigida por Michael Anderson y protagonizada por Anthony Quinn. Está basada en la novela del escritor australiano Morris West, publicada en 1963, que fue un éxito mundial.
Galardonada en 1968 con el Globo de Oro a la mejor música original (Alex North) y el National Board of Review al mejor actor secundario (Leo McKern).

## Argumento
Kiril Lakota (Anthony Quinn) es un obispo ucraniano condenado a trabajos forzados en una prisión soviética. Es liberado sorpresivamente por el presidente Piotr Ilyich Kamenev (Laurence Olivier), quien había sido su carcelero 20 años atrás, y es enviado al Vaticano como asesor. Al cabo de un tiempo es nombrado cardenal por el papa Pío XIII (John Gielgud). El papa fallece repentinamente y los cardenales se reúnen en cónclave para elegir a su sucesor. El cardenal Lakota participa en la elección. La televisión estadounidense está representada por George Faber (David Janssen), que seguirá la elección del nuevo papa día a día.
Dos purpurados, el cardenal Leone (Leo McKern) y el cardenal Rinaldi (Vittorio De Sica) son los candidatos más posibles.
Tras siete vueltas, no se ha conseguido el número de votos necesario, hasta que el cardenal Rinaldi propone al cardenal Kiril Lakota como papa. Este acepta a pesar de su falta de confianza en sí mismo, con el nombre de Cirilo I (Kiril es equivalente a Cirilo). Esa misma noche el nuevo papa, con la complicidad de su secretario privado, Gelasio, (Arnoldo Foà), sale a recorrer Roma de incógnito. Después de participar en una inesperada extremaunción, regresan al Vaticano.
Mientras se desarrolla la elección del nuevo papa, la situación mundial está al borde de una guerra nuclear, a causa de una disputa entre la Unión Soviética y China con motivo de un embargo comercial a China por parte de los Estados Unidos, lo que ha provocado una hambruna en el país asiático. El presidente chino Peng (Burt Kwouk) ha amenazado con atacar a Estados Unidos y sus aliados, y también a la Unión Soviética, a la que acusa de connivencia con ellos.

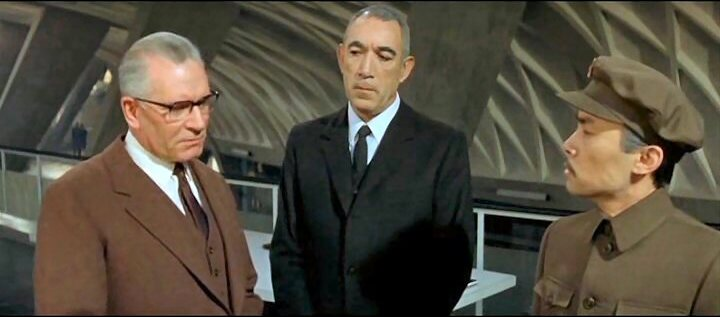
El soviético Kamenev, Cirilo y el presidente Peng (Laurence Olivier, Anthony Quinn y Burt Kwouk).

El nuevo papa, por invitación del primer ministro soviético Kamenev, viaja a la Unión Soviética para reunirse en privado con el primer ministro y el presidente chino, para discutir la peligrosa crisis. Allí se da cuenta de la seriedad de la situación y pide tiempo para consultar al Colegio cardenalicio, sobre la propuesta que desea hacer. La respuesta de la mayoría de los cardenales es negativa. El papa decide entonces imponer su autoridad espiritual y su jerarquía para tratar de convencer a las potencias occidentales y a todos los católicos del mundo.
El día de su coronación, Cirilo I, frente a la multitud reunida en la Plaza de San Pedro, se quita la tiara papal en un gesto de humildad y anuncia al mundo la enajenación de todos los bienes materiales de la Iglesia católica con el objetivo de paliar la hambruna del pueblo chino. Su decisión es aclamada en todo el mundo.
Durante todo el transcurso de su elección, Cirilo I traba amistad con un teólogo y hombre de ciencia: el padre David Telemond (Oskar Werner), quien le expone sus teorías heterodoxas en contraposición con la forma tradicional de exposición de los dogmas de la Iglesia católica. Sin embargo, a pesar de su afecto y simpatía por el padre Telemond, Cirilo I autoriza la censura de las obras del padre Telemond por parte de la Congregación para la Doctrina de la Fe. Para pesar del papa, el padre Telemond muere poco después. Se piensa que el personaje del padre David Telemond representa al filósofo jesuita Pierre Teilhard de Chardin, varias de cuyas concepciones ejercieron profunda influencia en los círculos intelectuales católicos de las décadas de 1950 y 1960, incluyendo en el Concilio Vaticano II.

## Reparto

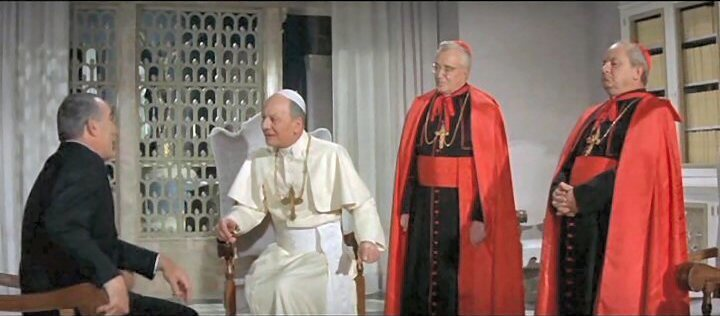
Kiril, su predecesor y los cardenales Rinaldi y Leone (Anthony Quinn, John Gielgud, Vittorio De Sica y Leo McKern).

- Anthony Quinn: Kiril Lakota, que será el papa Cirilo I.
- Laurence Olivier: Piotr Ilyich Kamenev.
- Oskar Werner: el padre David Telemond.
- Vittorio De Sica: el cardenal Rinaldi.
- Leo McKern: el cardenal Leone.
- John Gielgud: el papa anterior.
- Burt Kwouk: Peng.
- Arnoldo Foà: Gelasio.
- David Janssen: George Faber.
- Barbara Jefford:[2] la Dra. Ruth Faber.
- Leopoldo Trieste:[3] el amigo del moribundo.
- Frank Finlay: Igor Bounin.
- Rosemary Dexter:[4] Chiara.
- Clive Revill: Vukóvich.
- Niall MacGinnis:[5] un fraile capuchino.
- Isa Miranda: la marquesa.

## Producción
La música instrumental fue compuesta por Alex North.

## Premios

### Galardonada
1968:
- Premio Globo de Oro: a la mejor música original (Alex North).
- Premio National Board of Review: Mejor película y al mejor actor secundario (Leo McKern).

### Candidaturas
1968:
- Oscar: Mejor música, mejor dirección artística, mejor actor principal (Anthony Quinn).

- Globos de Oro: Mejor película - Drama. Mejor actor principal dramático (Anthony Quinn).